# Sirinopteryx parallela
Sirinopteryx parallela là một loài bướm đêm trong họ Geometridae.